# Rybitwa
Die ORP Rybitwa war das dritte Schiff der Jaskółka-Klasse aus den 1930er Jahren. Konzipiert waren diese Boote als Minensucher, aber auch als Minenleger und zur U-Boot-Jagd. Nach vorzeitiger Rückkehr von einer Ausbildungsfahrt nahm die Rybitwa ab dem ersten Kriegstag an allen polnischen Einsätzen teil, wurde bei einem deutschen Luftangriff am 14. September beschädigt und mit der Kapitulation der polnischen Truppen auf Hela von der eigenen Mannschaft versenkt. Von der deutschen Kriegsmarine gehoben und als Rixhöft reaktiviert, diente sie vor allem als Torpedofangboot. Nach der Rückgabe an Polen 1946 war sie wieder als Minensuchboot im Einsatz, anschließend wurden auf ihr Mannschaften für die U-Boot-Jagd ausgebildet. Erst 1970 erfolgte die Ausmusterung.

## Marine der zweiten polnischen Republik
Hauptaufgabe der Boote in den dreißiger Jahren war die Ausbildung der Mannschaften. Im August 1939 befand sich Czajka zusammen mit Rybitwa auf Ausbildungsfahrt an der estnischen und lettischen Küste. Kommandant zu diesem Zeitpunkt war Kapitan Marynarki Kazimierz Miladowski.
Am Morgen des 1. September verließ die polnische Flotte mit dem Minenleger Gryf, dem Zerstörer Wicher, den Minensuchern Jaskółka, Rybitwa, Czajka, Czapla, Żuraw und der Mewa sowie den Kanonenbooten General Haller und Komendant Piłsudski ihre Basis in Gdingen, um nach Hela zu verlegen und die „Operation Rurka“ durchzuführen. Dabei sollte die Danziger Bucht mit einer Minensperre gegen deutsche Schiffsangriffe geschützt werden.
Während der Überfahrt griffen 33 Sturzkampfbomber vom Typ Ju 87 des Lehrgeschwaders 1 die Flotte an, die „Operation Rurka“ musste abgebrochen werden. Bei diesem Angriff erhielten die Gryf, Wicher und auch Mewa Schäden durch Nahtreffer. Letztere musste von der Rybitwa nach Hela geschleppt werden. Die Mewa verblieb in Hela, während die fünf unbeschädigten Minensucher zum Marinehafen von Jastarnia beordert wurden, wo sie bis Mitte September stationiert blieben.
Am 3. September brachten Jaskółka und Rybitwa den Befehlshaber der Küstenverteidigung, Stefan Frankowski, von Gdingen nach Hela, um die dortige Garnison zu unterstützen. Die Jaskółka und die anderen Boote blieben im Dauereinsatz und führten Patrouillenfahrten an der Küste durch. Vier Tage später suchten Jaskółka und Rybitwa an der Küste bei Mechelinski vergeblich einen abgeschossenen deutschen Piloten und geriet in einen weiteren Luftangriff von Stukas. Dabei schoss sie einen der Angreifer ab. Bei weiteren Einsätzen leisteten Jaskółka, Rybitwa und Czajka am 12. September und erneut 14. September Feuerunterstützung für polnische Truppen an der Küste bei Rewa.
Den zweiten Versuch, eine Minensperre in der Danziger Bucht zu werfen, unternahmen die noch einsatzbereiten Boote Czajka, Jaskółka und Rybitwa am 12. September. Dabei warfen sie jeweils 20 Minen südlich von Hela.
Beim deutschen Luftangriff am 14. September auf die im Hafen von Jastarnia liegenden Boote endete ihr Einsatz. Gegen 10.00 Uhr erschienen 11 Sturzkampfbombern vom Typ Ju 87 der 4./Trägergruppe 186 über dem Hafen: Rybitwa erhielt einen Treffer von einer Bombe, die allerdings nicht explodierte. Czajka und Żuraw wiesen kleinere Schäden auf, Jaskółka und Czapla dagegen wurden zerstört.
Anschließend wurden Rybitwa, Czajka und Żuraw nach Hela überstellt, wo sie sich zum Zeitpunkt der Kapitulation am 2. Oktober noch befanden. Dort wurden sie von ihren Besatzungen versenkt.

## Deutsche Kriegsmarine
Am 3. Oktober 1939 hoben die Deutschen zunächst Żuraw und Czajka, anschließend auch Rybitwa und später Mewa, die alle vier repariert und in die Kriegsmarine eingegliedert wurden.
Die Rybitwa wurde noch im Oktober 1939 in Rixhöft umbenannt. Mit der Reparatur und dem Umbau zum Torpedofangboot erfolgte am 14. Juni 1941 die Umbenennung in TFA 8 („Torpedofangboot Ausland“) und am 26. September 1941 die Indienststellung für die 26. U-Flottille in Gotenhafen. Diese diente vor allem der Torpedoschießausbildung für U-Boot-Kommandanten – als Torpedofangboot hatte sie die verschossenen Übungstorpedos zu bergen. Als Bewaffnung trug sie nun zwei 2,0-cm-Flak.
Am Kriegsende wurde TFA 8 (ex Rybitwa) mit ihren Schwesterschiffen TFA 7 (ex Mewa) und TFA 11 (ex Czajka) sowie den alten Torpedobooten T 139, T 151, T 155, T 156 und T 190 aus dem Ersten Weltkrieg noch einmal zum Dienst in einer Kampfeinheit herangezogen. Zusammen bildeten sie von April bis Mai 1945 die wieder aufgestellte 4. Geleitflottille und versahen bei der Rückführung von Truppen und Zivilbevölkerung aus dem Osten sowie dem Kurland Geleitdienst in der Ostsee.

## Deutscher Minenräumdienst
Nach Kriegsende wurde die Rybitwa wie die anderen ehemaligen polnischen Boote am 15. Oktober 1945 der 3. Minenräumdivision des Deutschen Minenräumdienstes zugeteilt. Aufgabe der 3. Minenräumdivision mit Sitz in Kopenhagen war die Räumung der Seeminen in den dänischen Gewässern. Die – inzwischen unbewaffnete – Rybitwa und ihre Schwesterboote sind in den aktiven Flottillen nicht verzeichnet und ist den Reservebooten zuzurechnen.

## Marine der Volksrepublik Polen
In Travemünde fand die polnische Militärkommission im Dezember 1945 die ehemalige Rybitwa zusammen mit ihren Schwesterschiffen. Die Boote erhielten ihre alten Namen zurück und erreichten am 12. März 1946 die frühere Basis Gdingen. Mit der Rückgabe wurde die Rybitwa mit Waffen aus deutschen Beständen ausgerüstet und trug nun eine doppelte und zwei einzelne 2,0-cm-Flak. Diese Bewaffnung behielt das Boot bis Juli 1949.
In Gdingen wurden die Boote einer gründlichen Überholung unterzogen, die bis Juni 1947 abgeschlossen war. Nach der Überholung diente sie kurzzeitig als Schulschiff für die Marineoffiziersschule, bis im Juli 1947 der inzwischen aus England zurückgekehrte Zerstörer Błyskawica diese Aufgabe übernahm. Anschließend wurden sie – entgegen ursprünglichen Planungen, sie zusammen mit ehemaligen sowjetischen Minensuchern in Gdingen zu stationieren – nach Stettin verlegt. Von dort räumten sie bis Mitte 1949 die in polnischer Verantwortung liegenden Küstenabschnitte und Seestraßen von Minen.
Umklassifiziert vom Minensuchboot zum Wachboot D-47 erhielt sie Juli 1949 eine neue Bewaffnung nach sowjetischem Standard und trug nun zwei 3,7-cm-Kanonen (1x2), zwei 12,7-mm-Maschinengewehre (1x2) sowie zwei Wasserbombenwerfer.
Bis 1960 wurden auf ihr Mannschaften für die U-Boot-Abwehr geschult. In den letzten Jahren diente sie als Wohnboot, bis 1970 der Entschluss zur endgültigen Ausmusterung gefasst und sie abgewrackt wurde.